# Вышний Туровец
Вышний Туровец — деревня в Покровском районе Орловской области России. Входит в состав Вышнетуровецкого сельского поселения.

## География
Деревня находится в юго-восточной части Орловской области, в лесостепной зоне, в пределах центральной части Среднерусской возвышенности, на правом берегу реки Труды, на расстоянии примерно 14 километров (по прямой) к северо-востоку от Покровского, административного центра района. Абсолютная высота — 174 метра над уровнем моря.

### Климат
Климат умеренно континентальный, с умеренно холодной зимой и относительно тёплым летом. Среднегодовая температура воздуха — 4,2 °C. Средняя многолетняя температура самого холодного месяца (января) составляет −10,3 °С (абсолютный минимум — −38 °C), средняя температура самого тёплого (июля) — 18,5 °С (абсолютный максимум — 36 °C). Безморозный период длится около 140 дней. Среднегодовое количество осадков составляет 537 мм, из которых большая часть выпадает в тёплый период. Устойчивый снежный покров сохраняется в течение 126 дней.

### Часовой пояс
Деревня Вышний Туровец, как и вся Орловская область, находится в часовой зоне МСК (московское время). Смещение применяемого времени относительно UTC составляет +3:00.

## Население
| 2010 |
| ---- |
| 37   |

### Национальный состав
Согласно результатам переписи 2002 года, в национальной структуре населения русские составляли 89 % из 64 чел.